# Exxon Valdez-katasztrófa
Az Exxon Valdez egy olajszállító tankhajó volt, melynek 1989. március 24-én a Prince William-szorosnál (Alaszka) bekövetkezett balesete során – a 211 ezer tonnás óriás hajó megfeneklett a Bligh Reef zátonyain – a hajóból 42 millió liter nyersolaj került a tengerbe, minden idők egyik legnagyobb környezeti katasztrófáját okozva. Az olajszennyezés 250 ezer madár, 2812 vidra, 300 fóka, 247 sas, 22 kardszárnyú delfin, megszámlálhatatlan lazac és hering azonnali pusztulását okozta. A kiömlött olaj mennyiségét tekintve nem ez volt a történelem legsúlyosabb tankhajóbalesete, de az ökológiai pusztítása mindent felülmúlt.

## Előzmények
A Valdezből induló hajó az Alaszkai-öblön keresztül a nyílt óceán felé tartott. És ezen a nagy hajókkal nehezen navigálható tengerszorosban a cég által megígért, de fel nem szerelt jéghegydetektor és az egy éve hibás ütközésjelző radar nélkül manővereztek. A hajót Joseph Hazelwood kapitány vezette, legénysége pedig 20 főből állt. Hazelwood fiatal kora ellenére 10 éves hajózási tapasztalattal bírt, korábban sokszor megtette ezt az utat. Az Exxon Valdez 1989. március 24-én hajózott ki Valdezből, és Ed Murphy révkalauz feladata volt a tankert átvezetni a Valdez-szoroson, illetve a Valdez-öböl mellett. Ez a távolság nagyjából 20 km. Murphy teljesítette is feladatát, így 22:30-kor már el is hagyta a hajó fedélzetét. Hamarosan a kapitány kisebb jéghegyet vett észre a hajó előtt, ezért engedélyt kért a központtól a kijelölt útvonaltól való csekély mértékű kitérésre, majd átadta a tanker irányítását tisztjének.

## A baleset
Éjfélkor leváltották az őrséget, majd nem sokkal később sort kellett volna keríteni az irányváltoztatásra, de a baleset utáni vizsgálatokból kiderült, hogy ezt a parancsot senki nem teljesítette. Amikor észrevették a mulasztást, az ügyeletes tiszt azonnal intézkedett a navigációs manőver végrehajtására, azonban a kormányos korán állította meg a kormányművet. A hajó már vészesen közelített a zátonyhoz, amikor felébresztették a kapitányt. Már késő volt: Az Exxon Valdez nekiütközött a víz alatti szikláknak. A hajótest kilyukadt és az olaj ömleni kezdett a tengerbe. Az olajszennyezés 2400 kilométer hosszú tengerpartot érintett, 28 ezer négyzetkilométernyi területet, ahol számos nemzeti park és vadvédelmi rezervátum terül el. Közvetve 28 állatfaj szenvedett kárt, populációjuk helyreállását, a növény- és állatvilág teljes regenerálódását több mint három évtizedre becsülték.Becslések szerint még 2010-ben is 87 ezer liternyi olaj volt az alaszkai homokba és talajba beivódva, a szennyezettség mértéke évente csupán 4 százalékkal csökken.

## A környezeti katasztrófa

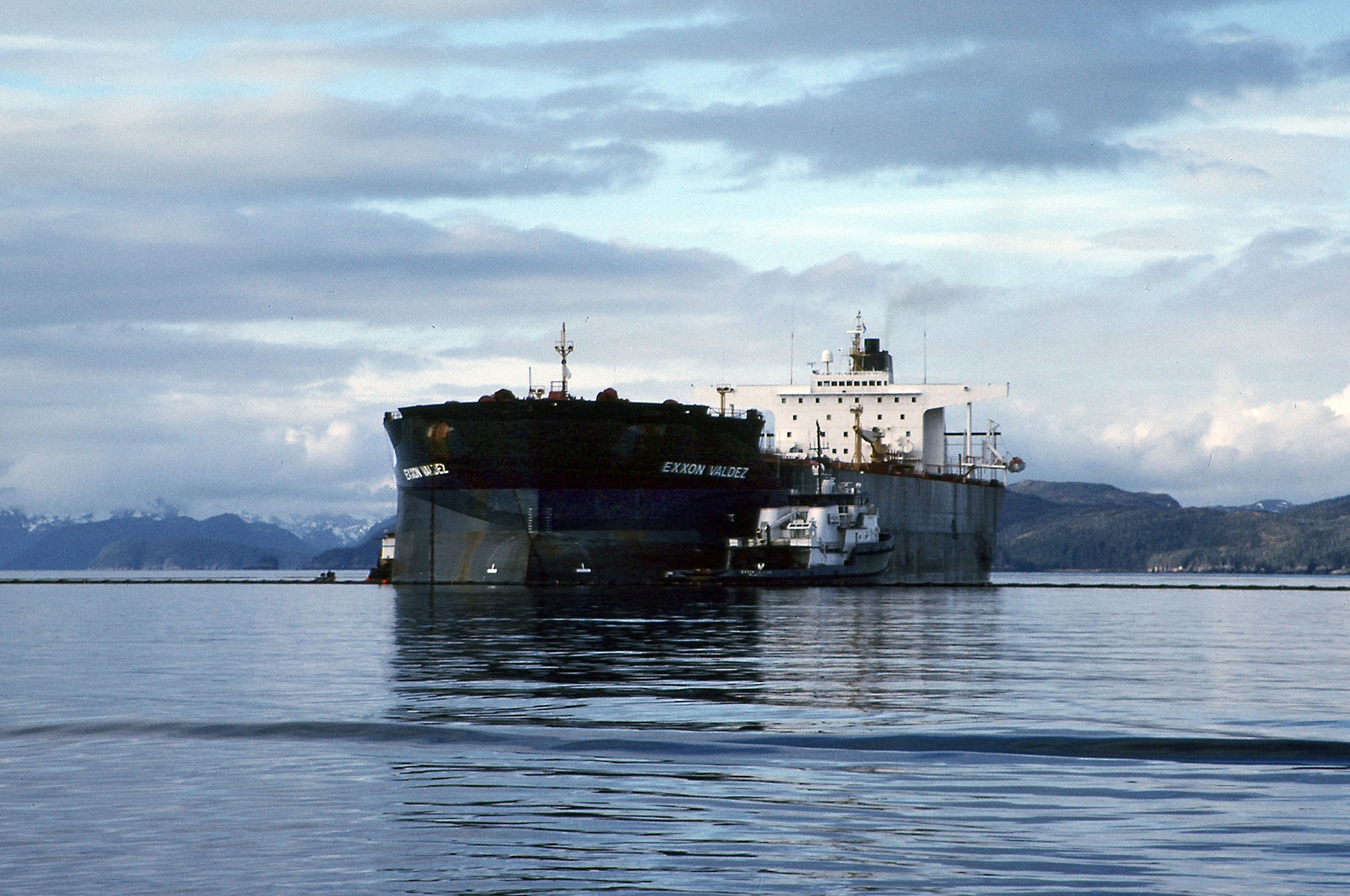
Az Exxon Valdez tankhajó

A baleset helyszíne távol esett mindentől, és a zord idő további gondokat okozott. Az egyik katasztrófaelhárító hajó két napig nem tudott elindulni, a legközelebbi repülőtér épületeit pedig egy vihar tette tönkre. Az illetékesek sem álltak a helyzet magaslatán, vita bontakozott ki amiatt, hogy az olajszennyezést vegyi anyag tengerbe szórásával vagy fizikai úton akarják-e semlegesíteni. A tisztítási műveleteket csak késve tudták megkezdeni. A hajótestben lévő olajat egy másik tankerbe szivattyúzták át, hogy ezzel is csökkentsék a szennyezést. Két héttel a katasztrófa után mindössze a kiömlött olaj 20 százalékát sikerült még csak összeszedni vagy zárólánccal körülfogni, és a hatalmas olajfolt már 115 km-es körben terült el a hajó körül. Több mint 10 000 ember vett részt a mentesítésben, a költségek megközelítették a 2 milliárd dollárt.

## Következmények
A becslések szerint legalább 200 ezer élőlény pusztult el a szennyezés következtében néhány nap alatt. Az olaj tönkretette a költöző madarak állandó költőhelyeit is. Tíz évvel a katasztrófa után az élővilág még nem állt helyre: a halak betegek voltak, a fókák nem tértek vissza, a környék gyűjtögetésből élő őslakosai pedig szenvednek a szénhidrogének maradványaitól. Szakemberek szerint hetven évig is eltarthat, amíg az alaszkai madárvilág a katasztrófa előtti szintre visszakerül.

## Az Exxon Mobil felelőssége
Az Exxon Mobil cég felelősségét megállapították, az eljárásban először 1994-ben hozott ítéletet egy alaszkai bíróság, amely ötmilliárd dollárban határozta meg az Exxon Mobile által fizetendő kártérítés összegét, ezt később egy szövetségi fellebbviteli bíróság a felére, majd 2008-ban, 14 év múlva a legfelső bíróság 507,5 millió dollárra mérsékelte. Az ítéletet szinte megmosolyogtató módon egy 1818-as irányadó esetre hivatkozva hozták meg, a kifizetendő összeg az Exxon félnapi bevételének felelt meg. A vállalatot 2009-ben a kártérítés kamataként további 470 millió dollár kifizetésére kötelezték, a baleset összességében – a cég adatai szerint – több mint 4,3 milliárd dollárjába került az Exxonnak, emellett a munkálatok költségeit is nekik kellett állni, a hajó kapitányát azonban felmentették a gondatlanság vádja alól.
Megemlítendő, hogy az alaszkai katasztrófa útvonalán, megerősítetlen, szimpla testű  tartályhajók továbbra is szolgálatban vannak, köztük az Exxon Valdez testvérhajója , az S/R Long Beach ami 2000 nyarán, röviddel azután, hogy elhagyta a valdezi kikötőt, meg kellett fordulnia, mert egy majdnem nyolc centiméter széles repedésből olaj kezdett szivárogni. 2002 decemberében volt egy másik eset, amikor egy hajó burkolata ismét megsérült.

## A hajó további sorsa
A baleset után az Exxon olajtársaság megjavíttatta a hajót, majd az egyesekben esetleg rossz emlékeket keltő elnevezéstől megszabadulva átnevezték Exxon Mediterraneanre. Nem sokkal később átkerült az Exxon leányvállalatához, a River Maritime-hoz, és újra átnevezték, ezúttal SeaRiver Mediterraneanre, így az Exxon – legalábbis nevében – már végképp megszabadult a PR-szempontból nem éppen előnyös szállítóeszköztől. A nevet ezután S/R Mediterraneanre, majd egyszerűen Mediterraneanre rövidítették, és ekkor – 2005 körül járunk – talán az Exxon már azt remélte, hogy senki nem kapcsolja össze a hajót a hajdani balesettel. Ezért megpróbálták visszaállítani az észak-amerikai flottájuk kötelékébe, de ez a környezetvédelmi törvények miatt meghiúsult. A hajó ekkortájt már a Marshall-szigetek zászlaja alatt üzemelt.